# Марченков Станіслав Павлович
Станіслав Павлович Марченков (1994—2024) — старший матрос збройних сил України, учасник російсько-української війни, посмертно нагороджений орденом «За Мужність» ІІІ ступеня .

## Життєпис
Народився  4 березня 1994 у смт. Сахновщина Красноградського р-ну Харківської області. Навчався у НВК №3. Потім закінчив Красноградський технікум механізації сільського господарства ім. Ф. Я. Тимошенка та Харківський національний технічний університет сільського господарства імені Петра Василенка (спеціальність «Агроінженерія»). Працював на підприємстві «Техноком» у Харкові, згодом – у теплицях ТОВ «Красноградська овочева фабрика».
Мобілізований 9.10.2022 Красноградським об’єднаним міським військовим комісаріатом Харківської області .
Коли були на навчаннях, після прийому їжі хлопці пішли відпочивати, а Станіслав пішов до кухні. Потім забіг у кімнату із криком: «Пацани, там банани привезли». Тому йому дали позивний «Банан».
Старший матрос, старший оператор групи команди 1-го загону в/ч А3199.
Брав участь у бойових завданнях. Зокрема в надскладній операції «Цитадель» в Чорному морі. 
У грудні 2023 року був відзначений почесним нагрудним знаком Головнокомандувача ЗСУ «Золотий хрест» 
Загинув 28 лютого 2024 року разом з побратимами у боях на Тендрівській косі.
17 травня 2024 помертно нагороджений орденом «За Мужність» ІІІ ступеня .
Похований на Новому кладовищі в селі Наталине Харківської області, де він жив із родиною.
Залишились дружина, донька, мама, бабуся та сестра.

## Нагороди
- Нагрудний знак Головнокомандувача ЗСУ «Золотий хрест»
- Орден «За Мужність» ІІІ ступеня [1]